# 브루나이의 재외공관 목록

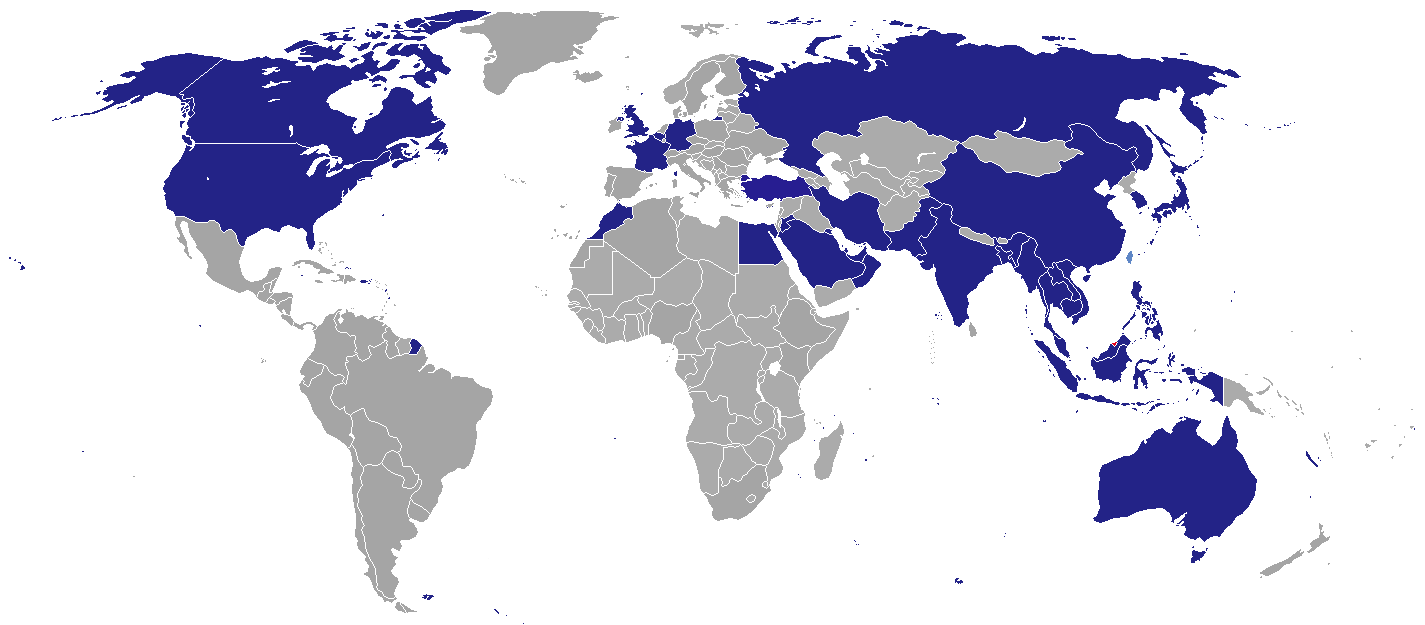
각국에 설치된 브루나이 재외공관들이며, 대사관과 고등판무관 사무소로 구분된다.

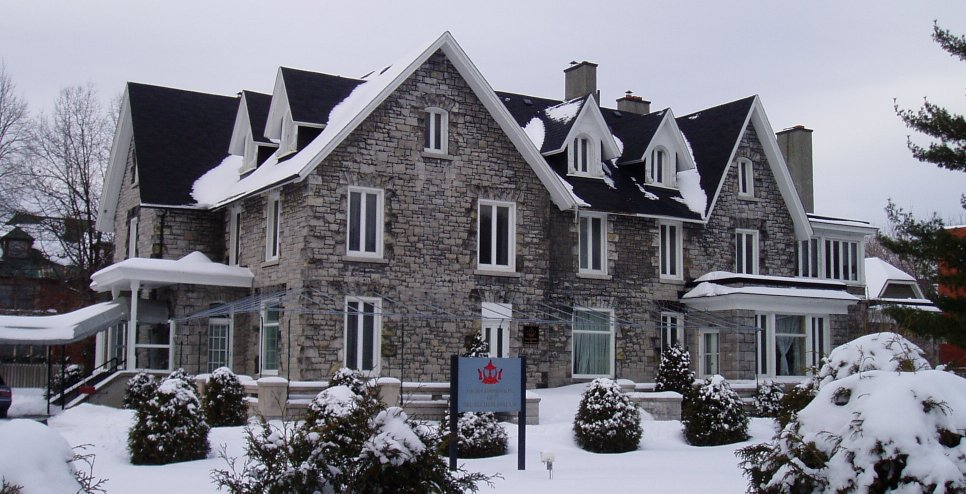
오타와 주재 브루나이 고등판무관 사무소

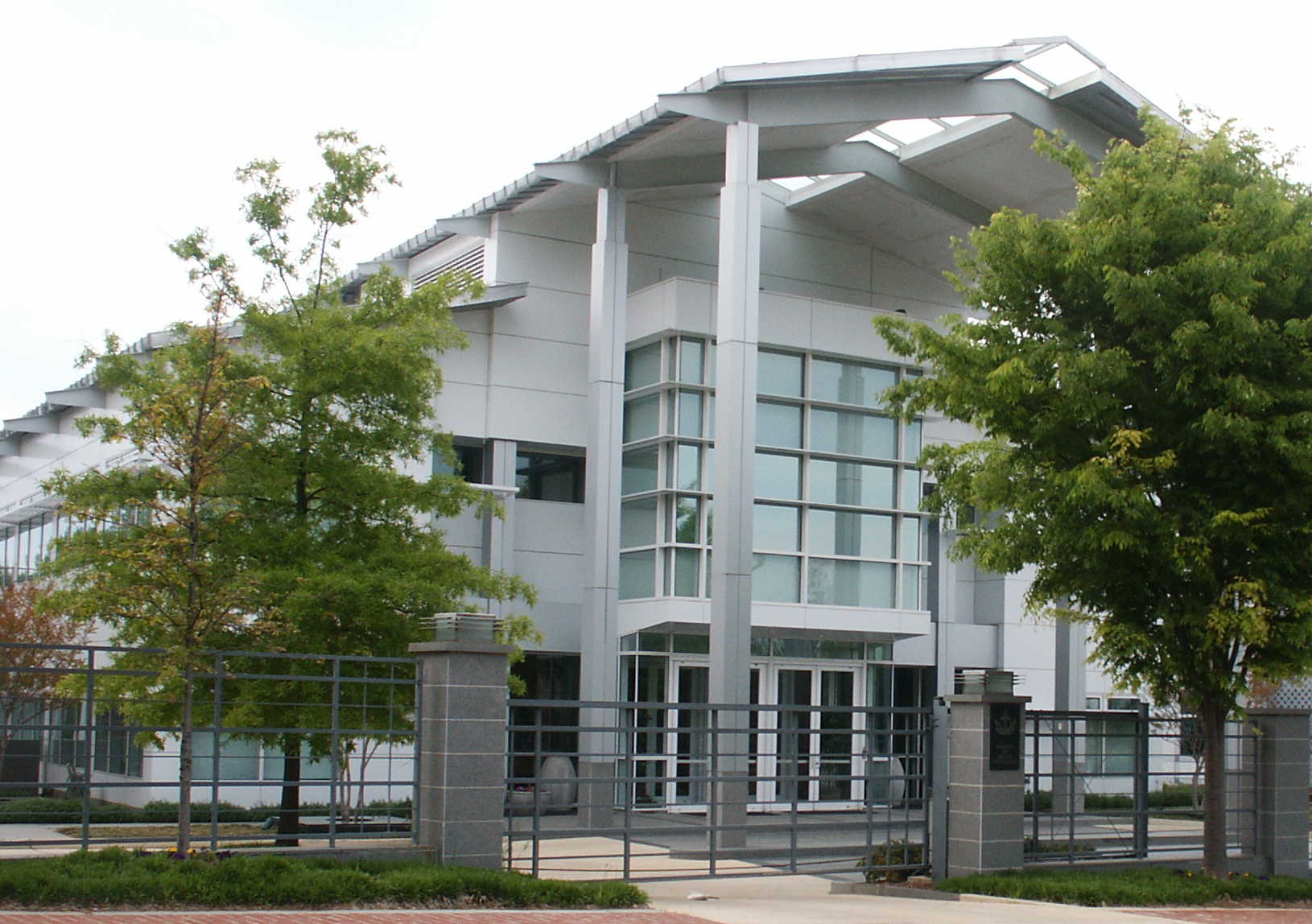
워싱턴 D.C. 주재 브루나이 대사관

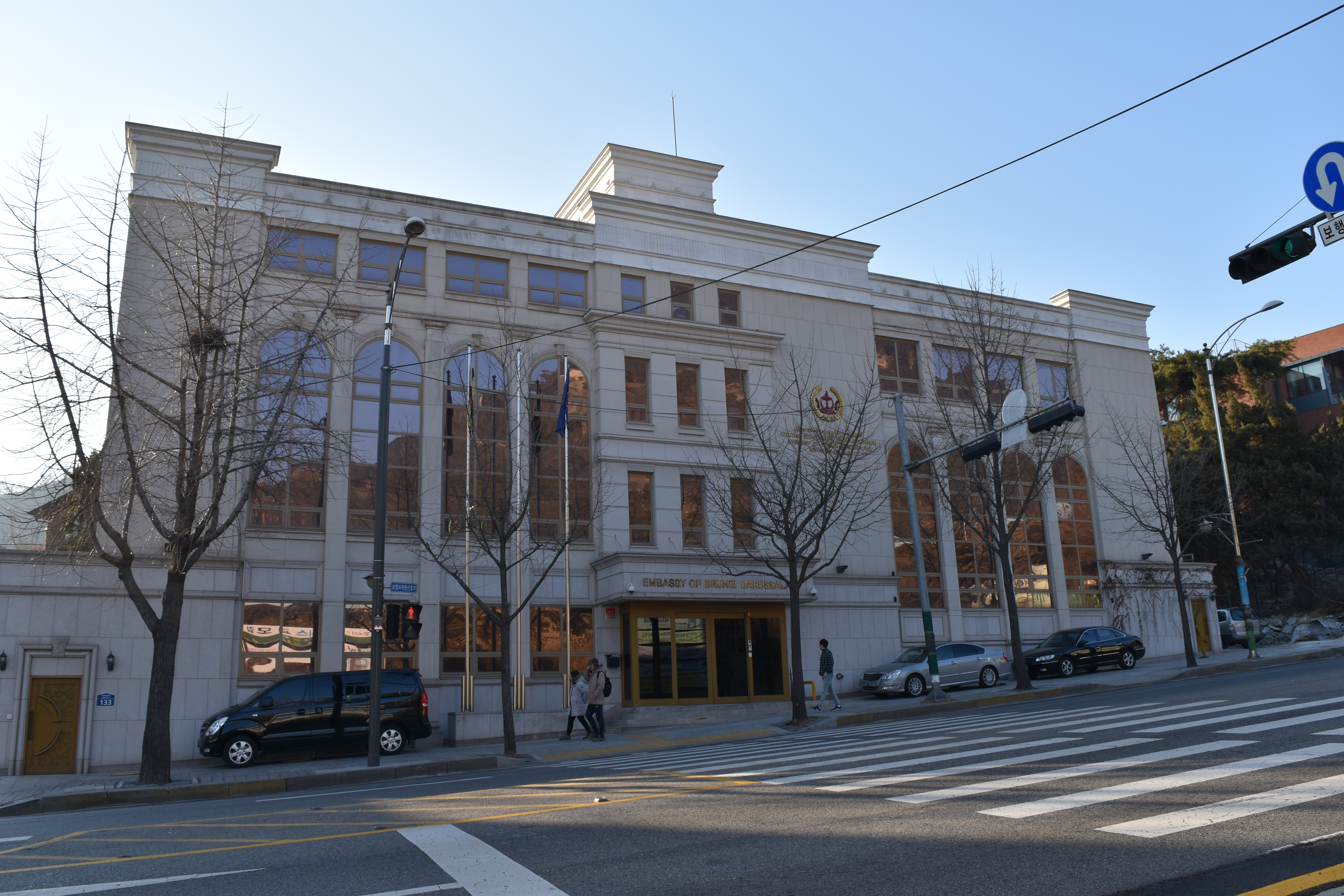
서울 주재 브루나이 대사관

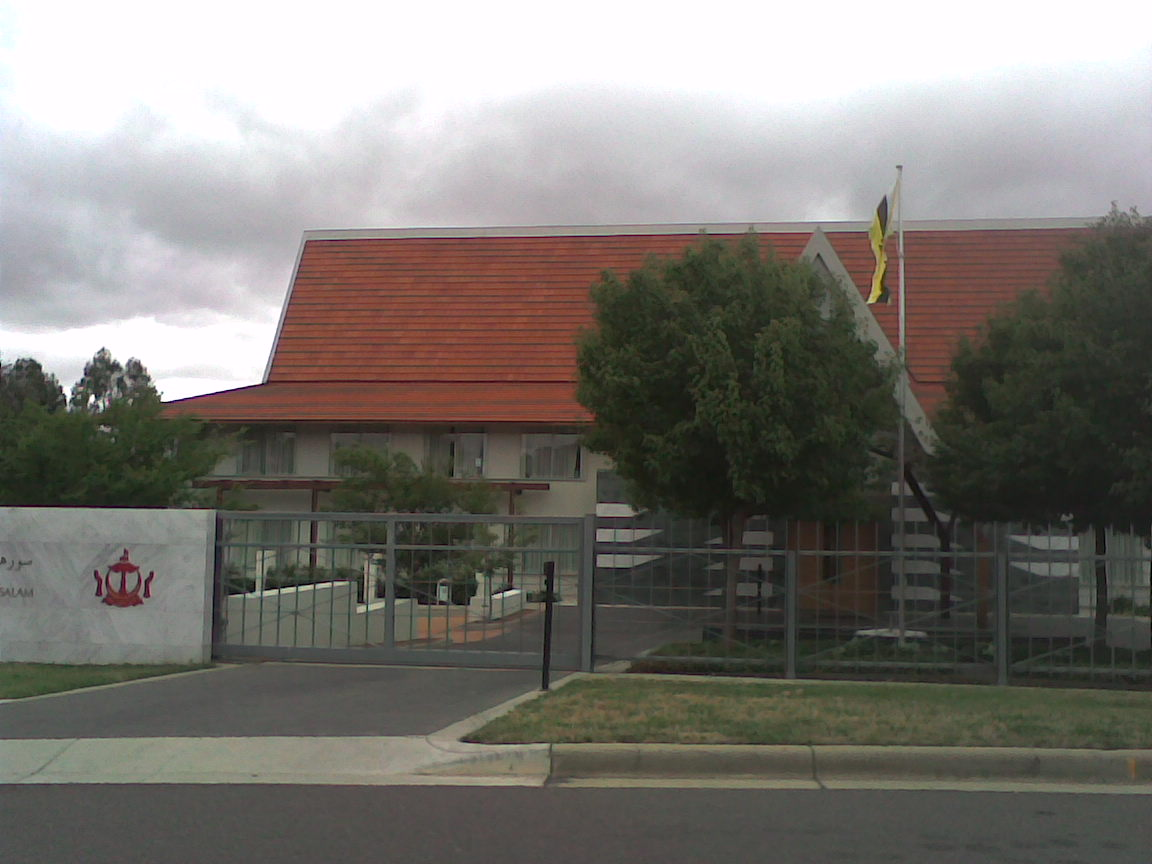
캔버라 주재 브루나이 고등판무관 사무소

브루나이의 재외공관 목록은 브루나이 주재 대사관 및 고등판무관 사무소를 각국에 상주시켜 놓는 것을 의미하며, 브루나이의 재외공관을 나열한 목록이다.

## 아프리카
- 이집트 : 카이로 (대사관)
- 모로코 : 라바트 (대사관)

## 아메리카
- 캐나다 : 오타와 (고등판무관 사무소)
- 미국 : 워싱턴 D.C. (대사관)

## 아시아
- 바레인 : 마나마 (대사관)
- 방글라데시 : 다카 (고등판무관 사무소)
- 중화인민공화국 : 베이징시 (대사관), 홍콩 (총영사관)
- 일본 : 도쿄 (대사관)
- 인도 : 뉴델리 (고등판무관 사무소)
- 인도네시아 : 자카르타 (대사관)
- 이란 : 테헤란 (대사관)
- 요르단 : 암만 (대사관)
- 대한민국 : 서울특별시 (대사관)
- 쿠웨이트 : 쿠웨이트시티 (대사관)
- 라오스 : 비엔티안 (대사관)
- 말레이시아 : 쿠알라룸푸르 (고등판무관 사무소), 코타키나발루 (총영사관), 쿠칭 (총영사관)
- 오만 : 무스카트 (대사관)
- 파키스탄 : 이슬라마바드 (고등판무관 사무소)
- 필리핀 : 마닐라 (대사관)
- 카타르 : 도하 (대사관)
- 사우디아라비아 : 리야드 (대사관), 지다 (총영사관)
- 싱가포르 : 싱가포르 (고등판무관 사무소)
- 중화민국 : 타이베이시 (무역 관광 대표부)
- 태국 : 방콕 (대사관)
- 동티모르 : 딜리 (대사관)
- 튀르키예 : 앙카라 (대사관)
- 아랍에미리트 : 아부다비 (대사관)
- 베트남 : 하노이 (대사관)

## 유럽
- 벨기에 : 브뤼셀 (대사관)
- 영국 : 런던 (고등판무관 사무소)
- 프랑스 : 파리 (대사관)
- 독일 : 베를린 (대사관)
- 러시아 : 모스크바 (대사관)

## 오세아니아
- 오스트레일리아 : 캔버라 (고등판무관 사무소)

## 대표부
- UN 브루나이 정부 대표부 : 뉴욕, 제네바
- 동남아시아 국가 연합 브루나이 정부 대표부 : 자카르타

## 같이 보기
- 브루나이 주재 외국공관 목록